# David Venancio Muro
 (mars 2019).
Si vous disposez d'ouvrages ou d'articles de référence ou si vous connaissez des sites web de qualité traitant du thème abordé ici, merci de compléter l'article en donnant les références utiles à sa vérifiabilité et en les liant à la section « Notes et références ».
 (janvier 2020).
David Venancio Muro (né à Madrid le 30 juin 1966) est un acteur espagnol.
David Venancio Muro a été très populaire pour son rôle de Roberto dans la série Escenas de matrimonio à côté de l'actrice Soledad Mallol.

## Filmographie
Télévision
- 2007-2009 : Escenas de matrimonio
- 2013-2014 : El tiempo entre costuras